# Police 2000
Police 2000 (The Highwayman) est une série télévisée policière et de science-fiction américaine en un pilote de 91 minutes et 9 épisodes de 50 minutes, créée par Glen A. Larson et Douglas Heyes et diffusée entre le 22 septembre 1987 et le 6 mai 1988 sur NBC.
Parmi les camions transformés pour la série, la cabine de l'un d'entre eux était un hélicoptère Gazelle.
En France, la série a été diffusée au début des années 1990 dans l'émission La Une est à vous, puis rediffusée du 13 mai 1995 au 1er juillet 1995 sur TF1.

## Distribution
- Sam J. Jones (VF : Richard Darbois) : Le Highwayman
- Jane Badler (VF : Véronique Augereau) : Tania Winthrop
- Mark "Jacko" Jackson (VF : Gilbert Lévy) : Jetto
- Tim Russ (VF : Emmanuel Gomès Dekset) : Montana

## Épisodes
1. Police 2000 (The Highwayman) (Pilote)
2. Titre français inconnu (Road Lord)
3. L'extra-terrestre (The Hitchhiker)
4. Duel fratricide (Til Death Duel Us Part)
5. La Hache de guerre est déterrée (Haunted Highway)
6. Un été 45 (Summer of 45)
7. La Parade des clones (Send in the Clones)
8. A corps perdus (Billionaire Body Club)
9. La Guerre de Jett (Warzone)
10. Un plan infernal (Frightmare)